# El Rastrojón (zona arqueológica)
"El Rastrojón” cuyo nombre original fue Kan Koj Witz ("cerro del puma precioso/amarillo"), basado en la iconografía de un edificio importante, se encuentra ubicado a dos kilómetros del Parque arqueológico de Copán (sitio arqueológico), en el occidente de la república  de Honduras este sitio fue fundado aparentemente hace 1,300 años por los nobles y militares mayas, “El Rastrojón” o Rastrojo fue un asentamiento militar y de defensa de la cultura maya.

## Historia
“El Rastrojón” fue encontrado en 1979 por un grupo de investigadores que se encontraban realizando trabajos geográficos y de mapeo dentro de la jurisdicción de la civilización maya de Copán; seguidamente desde 2007 los trabajos de reconocimiento, estudio y conservación auspiciado por la Universidad de Harvard, el (IHAH) Instituto Hondureño de Antropología e Historia, siendo el equipo de investigadores: el arqueólogo William L. Fash, el arqueólogo copaneco Jorge Ramos, la conservadora hondureña doctora Antonia Martínez y otros expertos, quienes han identificado catorce edificios y se han reconstruido para ser presentados en un futuro parque arqueológico. 
Una de los edificios que más llama la atención en el identificado como 10 de la que sobresale su obra escultural de un jaguar (símbolo de autoridad de la realeza maya) además se encuentran otros edificios los cuales se desvelarán al público, en acto solemne de inauguración de una futura zona arqueológica protegida maya en Copán, Honduras.